# Atlantic Express

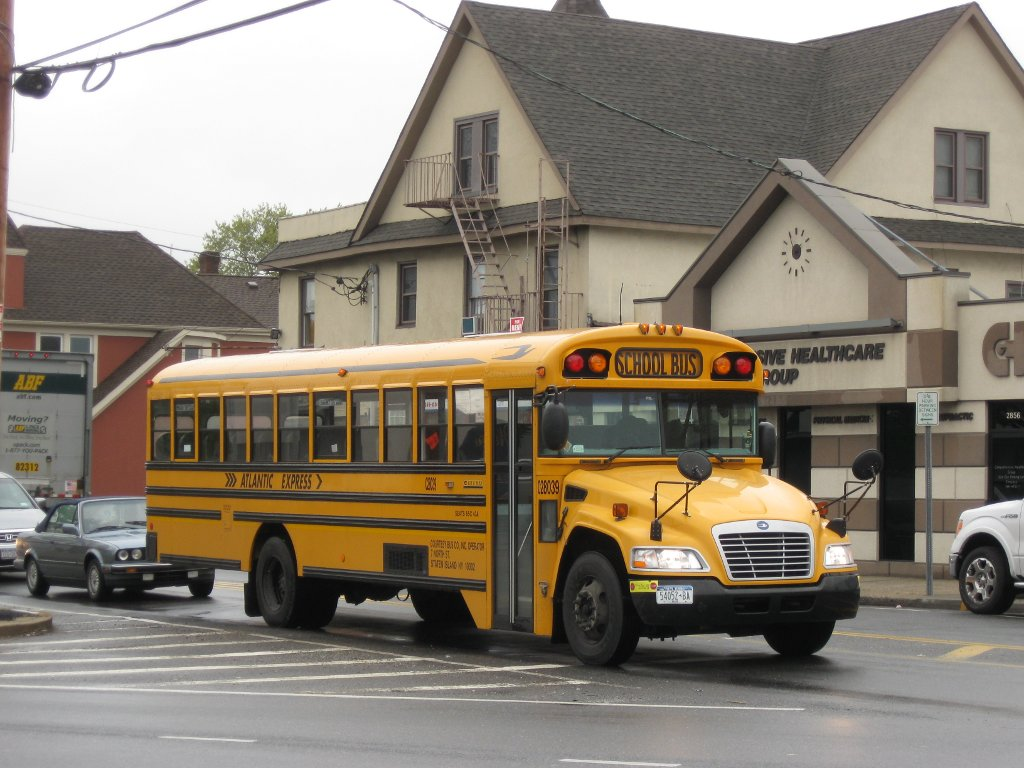
Un autobús escolar de Atlantic Express pasa por Oceanside, Nueva York.

Atlantic Express es una operadora de autobuses de transporte, paratránsito, y de autobuses escolares en los Estados Unidos, y se especializa principalmente en ofrecer servicio de autobuses escolares, mientras que en la Ciudad de Nueva York operan autobuses de transporte público. Atlantic Express es la quinta operadora de autobuses mAs grande de los Estados Unidos y Canadá, solo por detrás de First Student/First Student Canada, Durham School Services, Student Transportation of America, y la división de autobuses de la Autoridad Metropolitana del Transporte de Nueva York (en la cual Atlantic Express es un contratista).